# Paul Gartler
Paul Gartler (* 10. März 1997 in Gleisdorf) ist ein österreichischer Fußballtorwart.

## Karriere

### Verein
Gartler begann seine Karriere in seiner Heimatstadt beim SC Gleisdorf 1919. 2009 kam er in die Jugend des SK Sturm Graz. 2012 wechselte er in die Akademie des SK Rapid Wien. Nachdem er im März 2013 erstmals im Kader gestanden war, debütierte er im März 2014 für die Amateurmannschaft der Rapidler in der Regionalliga, als er am 16. Spieltag der Saison 2013/14 gegen den SC Wiener Viktoria beim Stand von 1:2 in der 62. Minute für den Abwehrspieler Bernhard Fila eingewechselt wurde, nachdem Tobias Knoflach vom Platz gestellt worden war. In weiterer Folge kassierte er noch vier Treffer; das Spiel endete 3:6. Im Mai 2016 stand er schließlich auch erstmals im Kader der Profis in der Bundesliga.
Im Jänner 2017 wurde Gartler an den Zweitligisten Kapfenberger SV verliehen. Sein Debüt in der zweiten Liga gab er im März 2016, als er am 22. Spieltag der Saison 2016/17 gegen den SC Austria Lustenau in der Startelf stand.
Nachdem er nach dem Ende der Leihe noch zu Rapid zurückgekehrt war und dort den Beginn der Vorbereitung absolviert hatte, wurde sein Vertrag verlängert und er wurde im Juli 2017 erneut an Kapfenberg verliehen. Nach dem Ende der Leihe kehrte er zur Saison 2018/19 zu Rapid zurück.
Im Juni 2020 debütierte er schließlich in der Bundesliga, als er am 27. Spieltag der Saison 2019/20 gegen den TSV Hartberg in der Startelf stand. Eigentlich hätte Tobias Knoflach spielen sollen, dieser zog sich jedoch eine Verletzung an der Achillessehne beim Aufwärmen zu. Ende Mai 2023 verlängerte Gartler seinen auslaufenden Vertrag um zwei weitere Saisonen bis zum Jahr 2025. Im März dieses Jahres verlängerte der Torwart abermals vorzeitig um zwei weitere Jahre bis Sommer 2027.

### Nationalmannschaft
Gartler spielte bereits für diverse österreichische Jugendnationalauswahlen. Mit der U-19-Auswahl nahm er 2016 an der Europameisterschaft teil und kam in allen Partien Österreichs zum Einsatz.
Im März 2017 debütierte er gegen die Niederlande für die U-21-Auswahl.

## Persönliches
Gartlers Onkel ist der ehemalige Nationalspieler Richard Niederbacher (* 1961).